# Stjärnastersläktet
Stjärnastersläktet (Eurybia) är ett växtsläkte med i familjen korgblommiga växter från Nordamerika och norra Eurasien.